# František Šrámek
František Šrámek (11. února 1923 Hradec Králové – 1999) byl český a československý politik KSČ, za normalizace místopředseda vlády, ministr stavebnictví a ministr výstavby a techniky České socialistické republiky, předseda České komise pro vědeckotechnický a investiční rozvoj a poslanec České národní rady.

## Biografie
Vystudoval Vysokou školu politickou a sociální a od roku 1949 nastoupil do národního podniku Stavotechna Praha. V období let 1952–1957 pracoval v národním podniku Průmstav Pardubice, přičemž od roku 1957 zde byl ředitelem. V letech 1964–1969 zastával funkci ředitele n. p. Pozemní stavby Hradec Králové. Angažoval se v KSČ. Byl předsedou ZO KSČ, členem ekonomické komise Krajského výboru KSČ. Získal Řád práce, Vyznamenání Za zásluhy o výstavbu a Řád Vítězného února. Od roku 1969 působil trvale ve vládních strukturách. V letech 1969–1970 jako náměstek ministra stavebnictví. V dubnu 1970 se ve vládě Josefa Korčáka stal ministrem stavebnictví. Post si udržel i ve druhé vládě Josefa Korčáka. V třetí vládě Josefa Korčáka se stal ministrem výstavby a techniky a toto portfolio zastával i v čtvrté vládě Josefa Korčáka až do června 1983.
V červnu 1983 bylo jeho ministerstvo zrušeno a on přešel na post místopředsedy vlády a zároveň (od listopadu 1983) předsedy České komise pro vědeckotechnický a investiční rozvoj. V následující vládě Josefa Korčáka a Ladislava Adamce, Františka Pitry a Petra Pitharta byl po celé její funkční období, tedy až do června 1990 jejím místopředsedou a do května 1987 i předsedou České komise pro vědeckotechnický a investiční rozvoj.
Dlouhodobě zasedal v České národní radě, kam byl poprvé zvolen ve volbách roku 1971 a kde obhájil křeslo ve volbách roku 1976, volbách roku 1981 a volbách roku 1986. Po sametové revoluci se před únorem 1990 vzdal mandátu v rámci procesu kooptace do ČNR.
Publikoval odborné práce z oboru bytové výstavby a též časopisecké stati z oboru hudebních nástrojů a filatelie.
Jeho koníčkem byla myslivost. V roce 1974 ulovil v honitbě Zaječiny (Východní Čechy) muflona s nejsilnější trofejí na světě. Její hodnota je 240,65 bodu CIC.
Je autorem knihy O lovech a myslivcích (1980).